# FKインフレツィ・ペトロヴェ
FKインフレツィ・ペトロヴェ（ウクライナ語: ФК Інгулець Петрове）は、ウクライナのキロヴォフラード州ペトロヴェ地区ペトロヴェをホームタウンとするサッカークラブである。

## 歴史
2013年春に ФК «АФ (Агрофірма) -П’ятихатська» として創設され、最初の2013年シーズンにキロヴォフラード州選手権で2位の成績を残した。キロヴォフラード州で大手の農業企業の一つである ТОВ «Агрофірми-П’ятихатська» がクラブスポンサーに付いていた。
2015年2月にインフレツィ (Інгулець) に改称された。
2015-16シーズンにプロリーグのセカンドリーグに参戦した。デビューシーズンの2015-16シーズンに3位になり、ファーストリーグ昇格を果たした。
2017-18シーズンは、優勝したアルセナル・キエフ、入れ替え戦に出場した2位のポルタヴァと3位のデスナ・チェルニーヒウに次ぐ4位の成績を残した。
2018-19シーズンにウクライナ・カップでマリウポリ、カルパティ・リヴィウ、ゾリャ・ルハーンシクなどに勝利して、プレミアリーグに参加しているチーム以外では史上初となる決勝進出を果たした。決勝戦はシャフタール・ドネツクに0-4で敗れて準優勝に終わった。
2019-20シーズンにファーストリーグで優勝したミナイ、2位のルフ・リヴィウに次ぐ3位の成績を残した。4位のアフロビズネス・ヴォロチシクとは同勝ち点であったが、当該チーム間の対戦成績で上回ったインフレツィ・ペトロヴェが3位になり、プレミアリーグ昇格を果たした。

## タイトル

### 国内タイトル
- なし

### 国際タイトル
- なし

## 過去の成績
| シーズン | ディビジョン     | ディビジョン | ディビジョン | ディビジョン | ディビジョン | ディビジョン | ディビジョン | ディビジョン | ディビジョン | ウクライナ・カップ |
| シーズン | リーグ           | 順位         | 試           | 勝           | 分           | 敗           | 得           | 失           | 点           | ウクライナ・カップ |
| -------- | ---------------- | ------------ | ------------ | ------------ | ------------ | ------------ | ------------ | ------------ | ------------ | ------------------ |
| 2015-16  | セカンドリーグ   | 3位          | 26           | 14           | 8            | 4            | 37           | 16           | 50           | 3回戦敗退          |
| 2016-17  | ファーストリーグ | 13位         | 34           | 10           | 8            | 16           | 33           | 45           | 38           | 2回戦敗退          |
| 2017-18  | ファーストリーグ | 4位          | 34           | 21           | 6            | 7            | 46           | 20           | 69           | 3回戦敗退          |
| 2018-19  | ファーストリーグ | 7位          | 28           | 11           | 9            | 8            | 35           | 32           | 42           | 準優勝             |
| 2019-20  | ファーストリーグ | 3位          | 30           | 17           | 9            | 4            | 47           | 22           | 60           | 準々決勝敗退       |
| 2020-21  | プレミアリーグ   | 12位         | 26           | 5            | 11           | 10           | 24           | 39           | 26           | 3回戦敗退          |